# Ronald Roxburgh
Ronald Francis Roxburgh (19 novembre 1889 - 19 août 1981) est un avocat britannique, juge de la Haute Cour et écrivain sur le droit international et sur l'histoire des Inns of Court.

## Biographie
Né à Eastbourne, Roxburgh est le fils unique de Francis Roxburgh (1850-1936) et d'Annie Gertrude Mortlock (1857-1948).
Après avoir obtenu son diplôme de Cambridge Roxburgh est admis au barreau du Middle Temple en 1914, nommé conseiller du roi en 1933, devient juge de la division de la chancellerie de la Haute Cour de justice en 1946, est fait chevalier la même année et prend sa retraite en 1960. Dans ses premières années en tant qu'avocat, il travaille avec le juriste allemand LFL Oppenheim, fondateur de la discipline du droit international, qui est professeur Whewell de droit international à Cambridge.
En 1935, Roxburgh épouse Jane Minney, une fille d'Archibald H. et de Frances Gordon-Duff, elle-même une fille de Hugh Fortescue (3e comte Fortescue). Ils ont une fille, Mary Frances, née en 1936, qui épouse en 1959 Brian Donald Boyd. La première femme de Roxburgh est décédée en 1960 et en 1966, il se remarie à Dorothea Hodge .
Roxburgh est décédé le 19 août 1981 et est enterré dans un caveau familial du côté ouest du cimetière de Highgate.

## Publications sélectionnées
- R. F. Roxburgh, The Prisoners of War Information Bureau in London; a study, with introduction by L. Oppenheim (1915)
- R. F. Roxburgh, International Conventions and Third States: a monograph (Longmans, Green and Co., 1917)
- R. F. Roxburgh, "Changes in the Conception of Neutrality" in Journal of Comparative Legislation and International Law 3rd Series, Vol. 1, No. 1 (1919), pp. 17-24
- R. F. Roxburgh, "The Future of International Law" in Edinburgh Review (Longmans, Green & Co. 1920)
- Lassa Oppenheim, et al., ed. Ronald Francis Roxburgh, International Law: A Treatise, Vol. 1 (1920)
  - International Law: A Treatise, Vol. 2 War And Neutrality
- Ronald Roxburgh, Origins of Lincoln's Inn (Cambridge University Press, 1963)
- Sir Ronald Roxburgh, ed., The Records of the Honourable Society of Lincolns Inn: the Black Books, Volume Five, AD 1845 to AD 1914 (1968)
- R. F. Roxburgh, "Rondel v. Worsley: Immunity of the Bar" Law Quarterly Review 84 (1968), p. 513
- Ronald F. Roxburgh, "Lawyers in the New Temple" Law Quarterly Review 88 (1972) pp. 415–430
- Ronald Roxburgh, "Two postscripts to the Black Books, Vol. V" (1977)
- Ronald F. Roxburgh, "Lincoln's Inn of the Fourteenth Century" Law Quarterly Review 94 (1978) pp. 363–382